# 安德雷伊斯
安德雷伊斯（義大利語：Andreis），是意大利波代诺内省的一个市镇。总面积26平方公里，人口286人，人口密度11.0人/平方公里（2009年）。ISTAT代码为093001。